# 플럼티의 피자가게

《플럼티의 피자가게:One Night at Flumpty's》는 프레디의 피자가게 팬게임이자 JonoChrome과 프레디의 피자가게 원작자 스콧 코슨과 합작하여 만든 게임이다.
| 2020 | 플럼티의 피자가게   |
| 2021 | 플럼티의 피자가게 2 |
| 2021 | 플럼티의 피자가게 3 |

## 게임 플레이
마우스 클릭 또는 드래그로 괴물들에게서 피하면 된다.1편은 프레디의 피자가게처럼 양쪽 문을 막으면 되고,2편에서는 앞에 있는 방으로 괴물들이 오는데 이때 불을 끄지 않으면 괴물들에게 들켜 게임오버 된다.만약 죽으면 1,2편에서 안구가 뽑혀 1편에서는 달걀프라이가 2편에서는 슬라이스 형태로 안구가 썰린다.
또 3편에서는 안구가 떨어져 깨진다.                  ==1편 방==   1.ㄴ자 복도방 2.우주방 3.구멍 뚤려 있는방 4.u자 복도2개 5.빨간색방 6.화장실

## 등장 괴물
• 플럼티 범티 (Flumpty Bumpty) 달걀
1편에서 왼쪽 문에서 나타난다.
• 생일소년 블램 (Birthday Boy Blam) 각설탕
1편에서 플럼티의 반대쪽 문에서 나타난다.
• 그렁크푸스 광대 (Grunkfuss Clown) 광대
1,2편을 플레이 하다 보면 벽에 점점 시커먼 구멍이 생기는데 거기서 조금씩 나온다.
• 비버 (Beaver) 비버
변기에 앉아있다가 갑자기 뛰쳐나와 큰 이빨로 공격한다.
• 더 레드맨 (The Redman) 빨간 해골
• 아이소어 (Eyesaur) 눈알 공룡
• 골든 플럼티 (Golden Flumpty) 썩은 달걀
• 부엉이 (Owl) 부엉이
• 비바울 (Beavowl) 비버 + 부엉이
• 엠프티 범티 (Empty Bumpty) 이스터에그로 나온 달걀 캐릭터
• 챔프&첨프 (Champ&Chump) 팔이없는 인간형 시체

## 음성 녹음 내용
1. Hi, I'm Flumpty Bumpty.
안녕, 나는 플럼티 범티야.
I'm an egg.
나는 알이야.
I'm immune to the plot and I can trancend time in space!
나는 어떤 상태에도 면역이고 나는 이 모든 시공간을 강탈할 수 있어!
Also, I'm coming after you.
또 나는 널 잡으러 갈거야.
You can figure out the rest.
나머지는 네가 알아서 알아내겠지.
Have fun!
좋은 시간 보내!
1 Hard Boiled Mode.
(역재생 본)
How can symbol of life be a chaos god of death?
어떻게 하면 삶의 상징이 죽음의 혼돈 신이 될수있지?
2. Welcome one and all to Flumpty Bumpty’s.
플럼티 범티에 온것을 환영해.
If your lights are turned off, then you’re safe.
만약 너가 불을 끄면 넌 안전해
If your lights are on, they’ll come find you and rip you a brand new face.
만약 불이 켜져있으면, 그 괴물들은 너를 찾아가 너의 얼굴을 찢을거야.

3. Hiya! Best friend.
안녕! 가장 친한 친구야.
Whether you know it, after all this time you still haven't survive until 6AM.
너는 알고 있겠지만, 너는 아직도 지금까지 오전 6시까지 버틴적이없어!
But if you ever do, I'll finally made you leave.
하지만 네가 한다면, 내가 정말로 너를 나가게 해줄게.
Until then friend
그때까지 친구야
Let's play...
놀아 보자...
===플럼티 범티 하드보일드 모드===      일반 모드를 성공하면 하드보일드 모드가 열린다. 이 모드는 모든 플럼티와 친구들이 12시 부터 움직이며 난이도가 어려워진다. 그리고 플럼티 범티3에서는 하드보일드모드를 깨야지 진짜 앤딩을 볼수있다(플럼티 범티1 하드모드 추가)